# Кайский район
Ка́йский район — административно-территориальная единица в Кировской области РСФСР, существовавшая в 1929—1963 годах. Административный центр — село Лойно.

## История
Кайский район был образован 29 июля 1929 года в составе Вятского округа Нижегородского края из Кайской волости Омутнинского уезда. Разукрупнён в связи с созданием в 1935 году Бисеровского района. С 1934 года район в составе Кировского края, с 1936 года — в составе Кировской области.
В феврале 1963 года район был упразднён, его территория вошла в состав Омутнинского района.
12 января 1965 года бывшая территория района вошла в состав вновь образованного Верхнекамского района с центром в городе Кирс.

## Административное деление
В 1950 году в состав района входило 17 сельсоветов и 165 населённых пункта:
| № п/п | Сельсовет       | Кол-во НП | Население |
| ----- | --------------- | --------- | --------- |
| 1     | Баталовский     | 9         | 536       |
| 2     | Безгачевский    | 10        | 376       |
| 3     | Бутинский       | 14        | 787       |
| 4     | Верх-Сысольский | 4         | 202       |
| 5     | Волокитинский   | 12        | 625       |
| 6     | Волосницкий     | 8         | 794       |
| 7     | Гидаевский      | 9         | 735       |
| 8     | Гилевский       | 10        | 659       |
| 9     | Кайский         | 14        | 920       |
| 10    | Кичановский     | 9         | 470       |
| 11    | Лойнский        | 16        | 4022      |
| 12    | Минеевский      | 8         | 629       |
| 13    | Пушейский       | 10        | 649       |
| 14    | Рудничный       | 4         | 3198      |
| 15    | Татариновский   | 13        | 1406      |
| 16    | Тиховский       | 7         | 464       |
| 17    | Чакушский       | 8         | 592       |